# جين دونز (ممثلة)
جين دونز (بالإنجليزية: Jane Downs)‏ هي ممثلة بريطانية، ولدت في 22 يناير 1935 في كنت في المملكة المتحدة، وتوفيت في 20 مايو 2015 في لندن في المملكة المتحدة.

## وصلات خارجية
- جين دونز (ممثلة) على موقع IMDb (الإنجليزية)
- جين دونز (ممثلة) على موقع ألو سيني (الفرنسية)
- جين دونز (ممثلة) على موقع أول موفي (الإنجليزية)
- جين دونز (ممثلة) على موقع قاعدة بيانات برودواي على الإنترنت (الإنجليزية)
- جين دونز (ممثلة) على موقع قاعدة بيانات الأفلام السويدية (السويدية)
- جين دونز (ممثلة) على موقع قاعدة بيانات الفيلم (الإنجليزية)
- جين دونز (ممثلة) على موقع كينوبويسك (الروسية)